# 부산진 순절도
부산진 순절도(釜山鎭 殉節圖)는 임진왜란 당시의 격전 장면을 동래부 화원이었던 변박이 그린 기록화이다. 이 순절도는 동래부순절도와 함께 숙종 35년에 처음 그려졌으나 현존하는 것은 영조 36년 동래부사 홍명한이 당시 동래부 감영 소속의 화원이었던 변박을 시켜 고쳐 그리게 한 것이다. 원래 동래부 순절도와 함께 안락서원에 있던 것으로 지금은 육군박물관으로 옮겨져 소장되고 있다.
이 작품은 선조 25년(1592)년 4월 13일과 14일 이틀간에 걸쳐 부산진에서 벌어졌던 일본군과의 전투장면을 묘사한 것이다.
부산진성은 경상도 해안지방에 설치된 수군 첨절제사의 진영인 부산포진ㆍ다대포진ㆍ가덕진ㆍ미조항진 등 4개 진 가운데 경상도 제1의 해상관문으로서, 왜군들이 조선에 상륙할 때는 반드시 거쳐야 할 요충지였다.
1592년 4월 13일, 700여 척의 배와 1만 8,700여 명의 병사를 이끌고 오후 5시경 부산포 앞 바다에 도착한 일본군 사령관 고니시 유키나가는 14일 새벽 부산진을 완전히 포위했고, 당시 부산진의 첨사였던 정발은 성안의 군민 1000여명과 더불어 끝까지 항전하다가 전사함으로써 마침내 부산진성은 함락되었다.
이 부산진 전투의 패배는 바로 동래성 전투의 패배를 예고하는 것이기도 했다.

## 참고 자료
- 부산진 순절도 - 국가유산청 국가유산포털

 본 문서에는 서울특별시에서 지식공유 프로젝트를 통해 퍼블릭 도메인으로 공개한 저작물을 기초로 작성된 내용이 포함되어 있습니다.